# (429) Lotis
(429) Lotis – planetoida z pasa głównego asteroid okrążająca Słońce w ciągu 4 lat i 78 dni w średniej odległości 2,61 j.a. Została odkryta 23 listopada 1897 roku w Observatoire de Nice w Nicei przez Auguste Charloisa. Nazwa planetoidy pochodzi od Lotis, nimfy w mitologii greckiej. Przed jej nadaniem planetoida nosiła oznaczenie tymczasowe (429) 1897 DL.